# HK MG5
HK121
La HK MG5 (de l'allemand MaschinenGewehr 5) est une mitrailleuse moyenne chambrée 7,62 × 51 mm OTAN avec alimentation par bande de munitions, construite par le fabricant d'armes allemand Heckler & Koch. Basé sur le HK MG4, le MG5, appelé alors HK121, a été conçu pour remplacer le Rheinmetall MG3. Il fut adopté en juin 2013 dans l'armée allemande et prit le nom de MG5.
Le MG5 existe en quatre versions : L'Universel, le A1 (Embarqué), le A2 (Infanterie) et le MG5S (Spécialisé). L'Universel doit remplir la plupart des rôles et possède une crosse pliante pour faciliter son transport, le A1 est la version montée sur des véhicules terrestres ou volants, et le A2 est le modèle d'infanterie allégé arborant une crosse d'épaule fixe. Le S doit être destiné à l'armement de la flotte des véhicules du Commandement des forces spéciales.

## Histoire

### Contexte

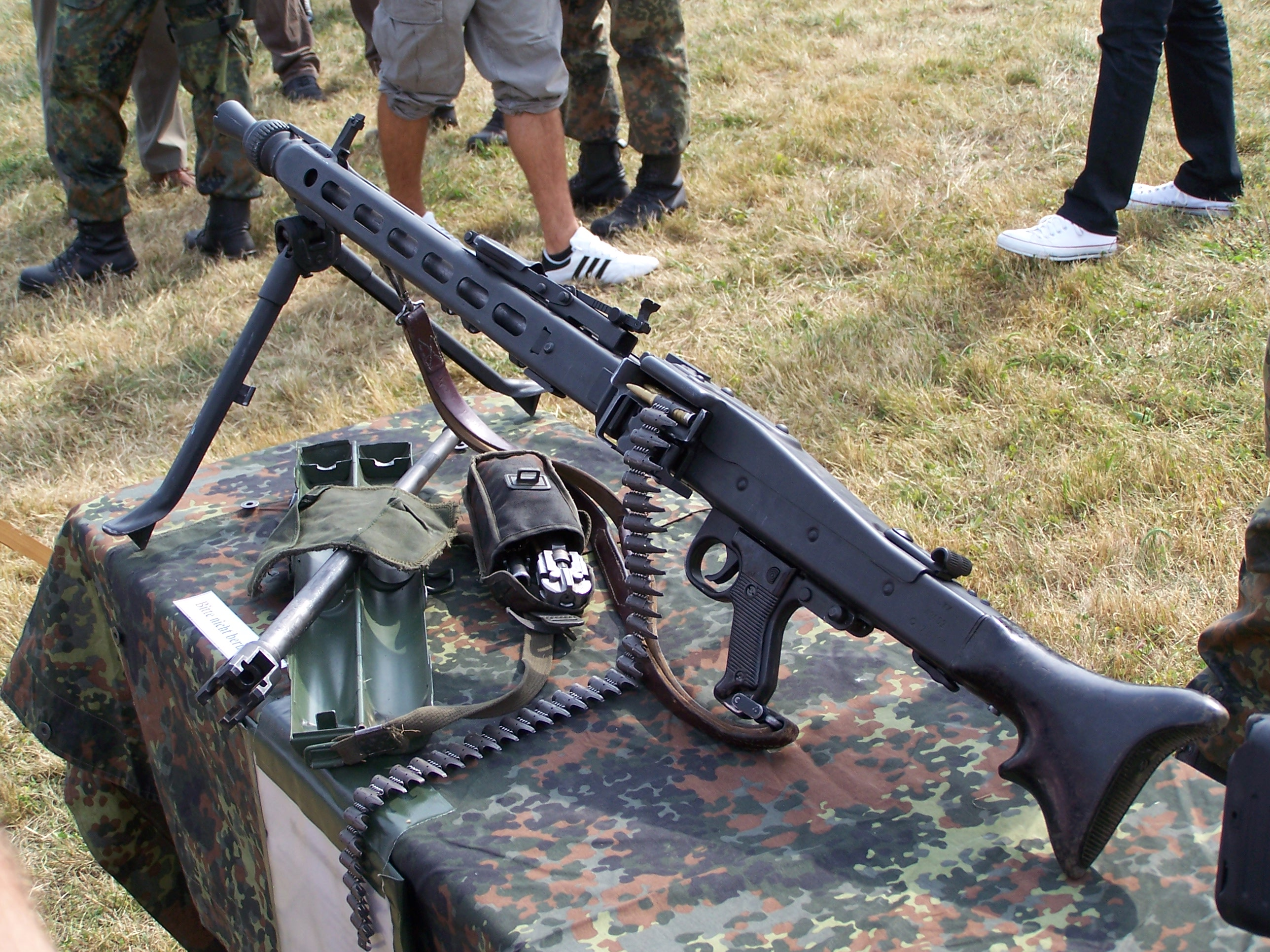
Le Rheinmetall MG3.

Lors des interventions de la Bundeswehr en Afghanistan, il avait été demontré que la Rheinmetall MG3 n'est plus en mesure de répondre aux exigences d'une mitrailleuse moderne, et elle nécessite beaucoup d'efforts pour la maintenir en service. Ainsi, en Afghanistan, des insatisfactions, dues au petit calibre des HK MG4 et du HK G36 précédents, apparurent car ils n'étaient pas assez puissants contre des positions fortifiées. En 2008-2009, la Bundeswehr annonce un concours visant à remplacer les mitrailleuses légères, moyennes et lourdes, ainsi qu'une mitrailleuse moyenne avec une cadence de tir accrue.

### Développement

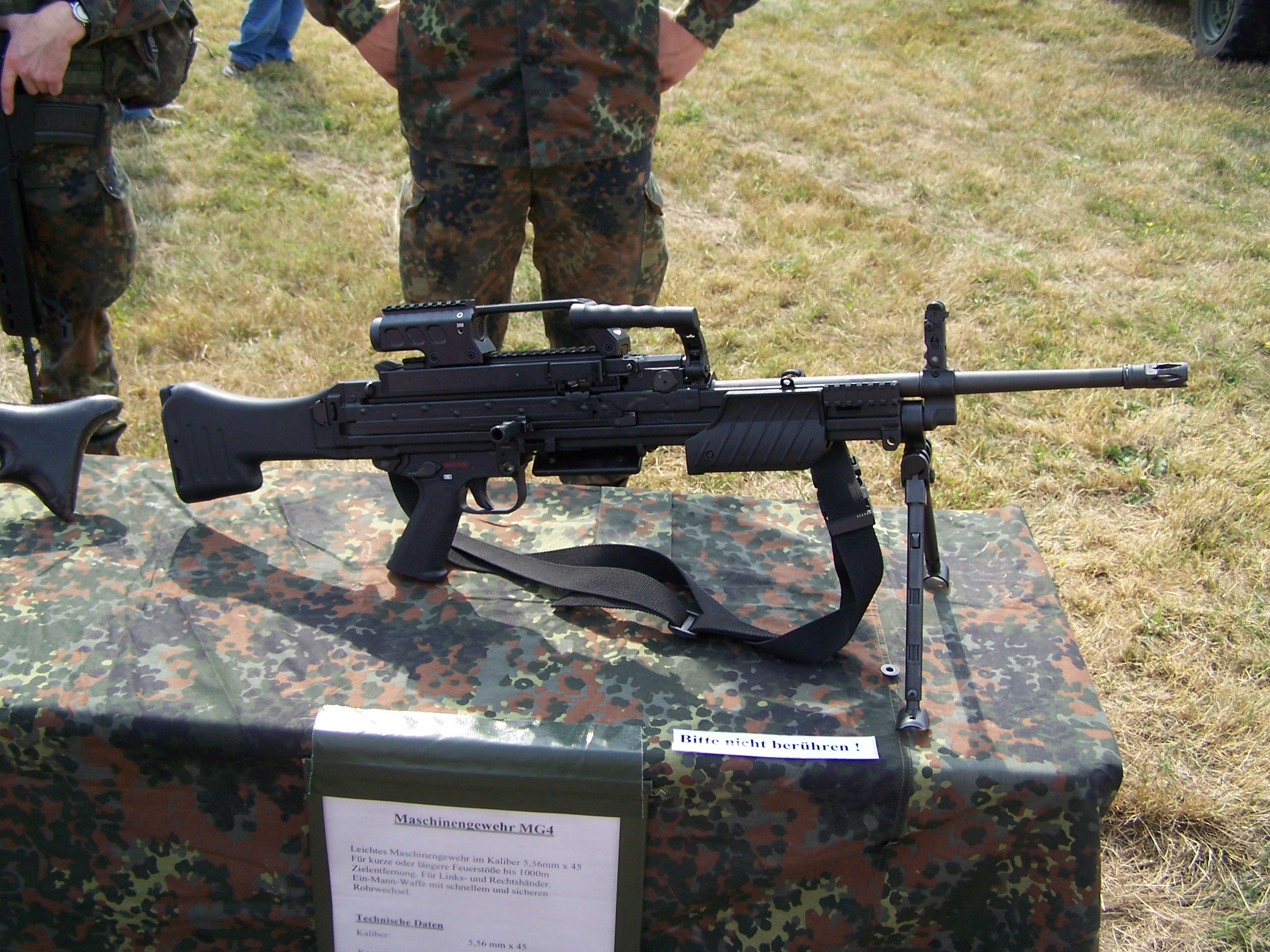
Le HK MG4.

Le développement du MG5 commença en 2010 sous le nom de HK121 pour remplacer le Rheinmetall MG3, pour le concours militaire. Le HK121 est basé sur un HK MG4, avec comme principale différence le changement de calibre des munitions ; les 5,45 x 56 mm du MG4 par des 7,62 x 51 mm OTAN pour le HK121. Cinq entreprises ont été invitées au concours, deux ont répondu, et seul Heckler & Koch a répondu à toutes les exigences du client. À partir de 2010, Le HK121 a fait l'objet d'essais au Wehrtechnische Dienststelle 91, signifiant Centre technique 91, à Meppen. Lors de ces essais, des fissures dans le récepteur, une corrosion accrue sous l'influence de l'eau salée, une usure accrue du canon lors de l'utilisation de cartouches à noyau en acier, ont été remarquées. Quelques autres modifications ont été apportées à la demande du client. Il est présenté au public international lors du salon militaire en Croatie en 2011. En juin 2013, la commission des budgets du Bundestag a approuvé le développement de 65 versions pour la Bundeswehr. Avec la réussite des derniers essais hivernaux en mars 2014, les tests de résistance climatiques approfondis ont également été effectués en même temps.
En avril 2015 le HK121 est adopté par le Bundeswehr, les forces armées allemandes, et prit le nom de MG5, nom définitif et commercial.

### Approvisionnement en MG5
En vertu d'un accord-cadre de 2013, la Bundeswehr achète un minimum de 7 114 MG5 en équipement minimum pour les associations opérationnelles à usage étranger, avec la livraison du premier lot de 1 215 MG5 à partir du 17 mars, pour 20,44 millions d'euros. La production du lot fut retardée en raison de problèmes techniques, annoncé par le ministère allemand de la Défense. En 2019, 12 733 mitrailleuses commandées doivent être livrées, et le volume financier de ce nouveau marché devrait s'élever à 240 millions d'euros; ainsi que pour un important approvisionnement en pièces de rechange avec Heckler & Koch d'une valeur de 26 millions d'euros. Dans le cadre du même accord, 65 MG5 ont été commandés pour être testés à un faible taux de production contractuel initial d'une valeur de 2,76 millions d'euros en juillet 2014,.

## Caractéristiques

### Principe de fonctionnement
Le MG5 est une arme au rechargement au gaz à tir indirect, tirant à partir d'un verrou ouvert en mode automatique uniquement. Il est équipé d'un canon refroidi à l'air, rapidement démontable, avec une fonction de verrouillage de verrou rotatif classique.

### Dimensions et masses
| Longueur          | 960 mm (min) / 1 202 mm (max) | 942 mm  | 870 mm (min) / 1 112 mm (max | 1 012 mm |  |  |  |  |  |  |  |  |  |  |
| Largeur           | 127 mm                        | 127 mm  | 127 mm                       | - mm     |  |  |  |  |  |  |  |  |  |  |
| Hauteur           | 241 mm                        | 195 mm  | 241 mm                       | - mm     |  |  |  |  |  |  |  |  |  |  |
| Longueur du canon | 550 mm                        | 550 mm  | 640 mm                       | 550 mm   |  |  |  |  |  |  |  |  |  |  |
| Masse             | 10,6 kg                       | 10,1 kg | 11,2 kg                      | 12,1 kg  |  |  |  |  |  |  |  |  |  |  |
| Masse du canon    | 3 kg                          | 3 kg    | 2,50 kg                      | - kg     |  |  |  |  |  |  |  |  |  |  |
|                   |                               |         |                              |          |  |  |  |  |  |  |  |  |  |  |

### Alimentation

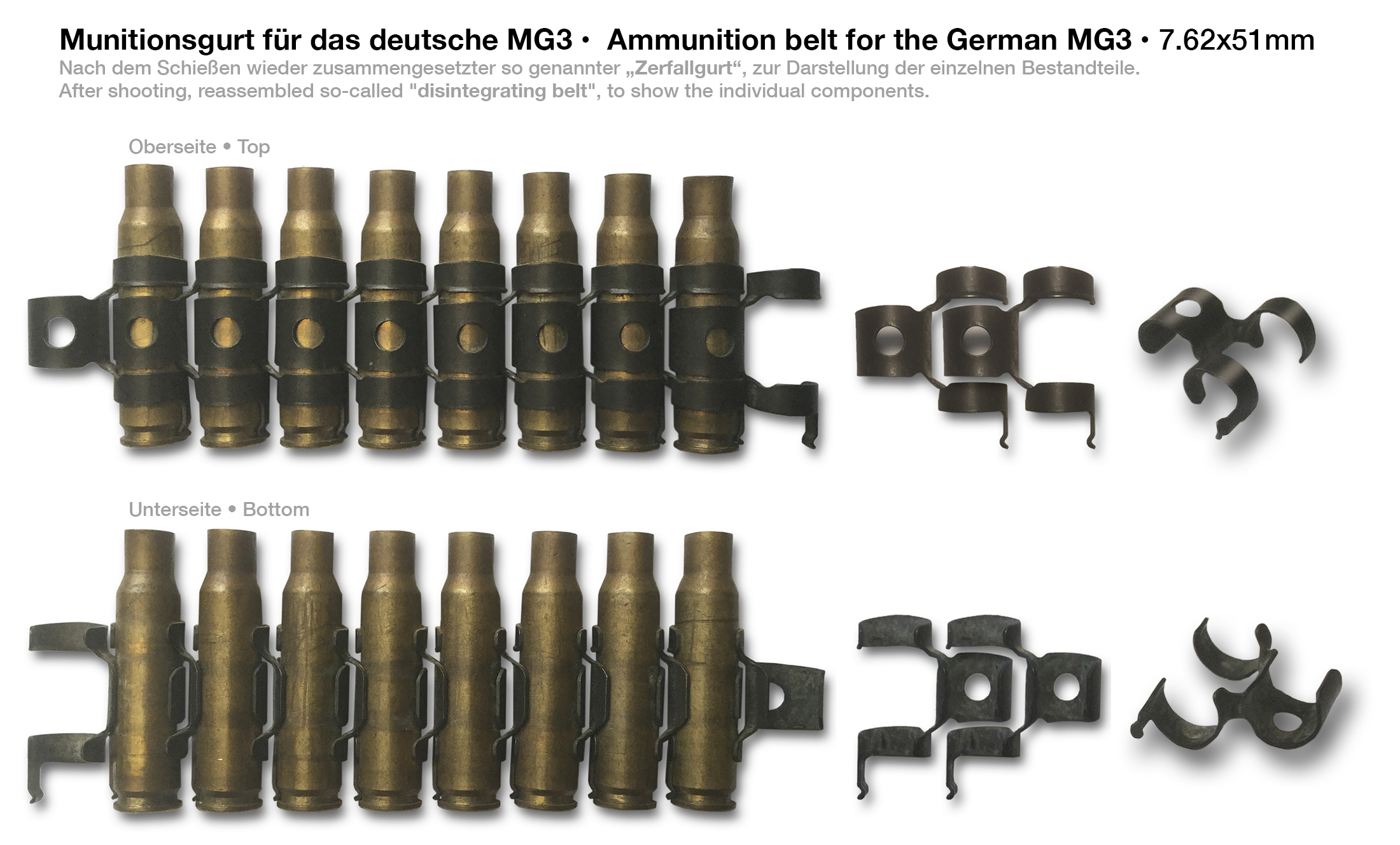
Bande de munitions M13.

Le MG5 est alimenté par une bande de munitions M13 pour les munitions 7,62 x 51 mm OTAN. La bande de munitions peut être soit stockée dans un étui pour ceinture d'infanterie HK, ou dans un chargeur en tambour (en).

### Rails de montage
Le MG5 possède un rail de montage NATO STANAG 4694, compatible avec le rail Picatinny MIL-STD-1913, pour la fixation d'optiques, optroniques et accessoires.

### Accessoires

#### Viseurs
Les MG5 Universel et d'Infanterie sont équipés d'un viseur Hensoldt ZO 4x30i RD-MG5-BW, d'un viseur mécanique de secours et d'un viseur antiaérien :
- Le ZO 4x30i RD-MG5-BW est un viseur fabriqué par Hensoldt. Il a la capacité d'un grossissement x 4 avec un très grand champ de vision, avec une pupille de sortie de 7,5 mm, et un dégagement des yeux de 6,5 cm[7].
- Le viseur mécanique de secours est un ensemble de deux viseurs, le premier en forme de V sur le couvercle d'alimentation des munitions, le second sur le canon de l'arme. Ils ont tous les deux des marques contrastées blanches pour une acquisition rapide de la cible. Le guidon est réglable verticalement et horizontalement.
- Le viseur antiaérien est installé à la place du 4x30i. De ce fait, il doit être utilisé avec le viseur mécanique.

Les mitrailleuses MG5 et MG5A2 peuvent être équipées de viseurs thermiques WBZG, de montures de nuit NSV 600 (sur le 4x30i) ou de montures infrarouges IRV 600.
On y trouve aussi comme viseur le Trijicon ACOG.

## Variantes

Silhouette du MG5.

MG5 Universel (HK121 U)
Le MG5 Universel (aussi désigné HK121 U) est utilisé par des unités stationnaires plutôt qu'une arme universelle montée à longue portée pour protéger des objets. C'est là que la capacité de combat de nuit complète entre en jeu dans la surveillance d'une zone. Il doit accomplir la majorité des rôles, et possède une crosse pliante pour faciliter son transport.
MG5 A1 Embarqué (HK121 EBW)
Le MG5 A1 "Embarqué" (aussi désigné HK121 E) est utilisé comme arme fixe pour la FLW 100 (station d'armes légères téléguidées) et pour le SPz Puma comme armement coaxial.

HK MG5 A1
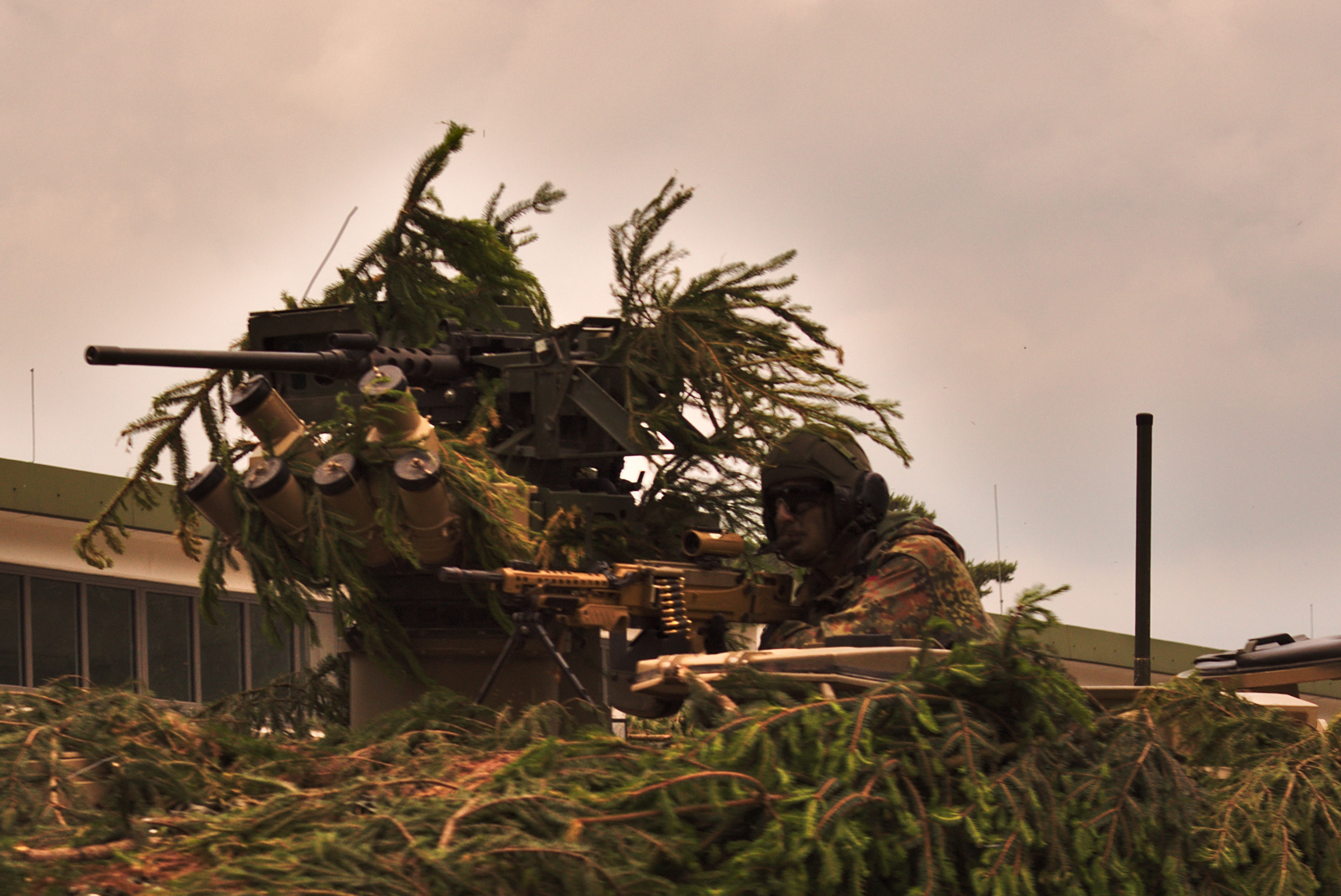
Un soldat avec un HK MG5, sur le dessus d’un véhicule blindé GTK Boxer
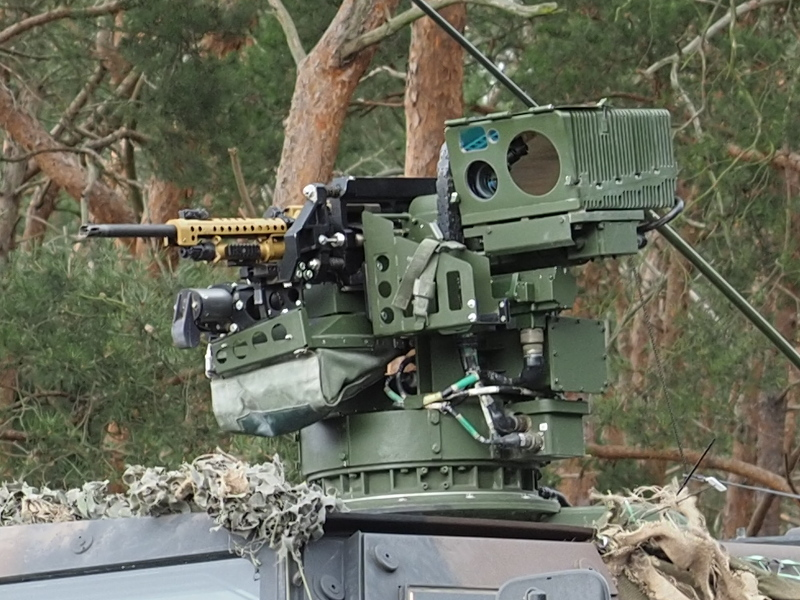
Le canon d’un MG5 A1 est visible sur ce FLW 100.

MG5 A2 Infanterie (HK121 I)
Le MG5 A2 "Infanterie" (aussi désigné HK121 I) est une version courte destinée aux unités d'atterrissage aérien et d'armée hautement mobiles. Il est conçu pour être utilisé par un soldat. Elle possède une crosse pliante, et contrairement aux autres mitrailleuses qui possèdent un canon court, celui du A2 est plus longue, permettant une puissance de feu plus puissante.
MG5S Spécial (HK121 S)
Le MG5S "Spécial" (aussi désigné HK121 S) est destiné à l'armement de la flotte des véhicules du Commandement des forces spéciales.

## Utilisateurs
Cinq pays utilisent le MG5 :
- Albanie : A été adopté dans l'armée de terre en 2013 pour servir de soutien à l'infanterie, de déploiement en tant qu'arme de soutien montée sur véhicule, et peut-être dans un avenir proche pour être utilisé comme Door-gun (en) d'hélicoptère. Actuellement utilisé comme arme standard GPMG par le 2e bataillon d'infanterie (B2K) et les forces spéciales (BFS et Commandos)[11],[12].
- Allemagne
- Chili
- Malaisie
- Portugal
- Ukraine : une centaine d'exemplaires livrée en septembre 2023.

## Dans la culture populaire
Le MG5 est présent dans quelque jeux :
- Dans ARMA III sous le nom de « Navid »
- Dans Black Squad sous le nom de « HNK121 »
- Dans Call of Duty: Modern Warfare sous le nom de « M91 »
- Dans Counter-Strike Online sous le nom de « HK121 »
- Dans The Division sous le nom de « Infantry MG5 »
- Dans The Division 2 sous le nom de « Infantry MG5 »
- Dans Ghost Recon Breakpoint sous le nom de « MG121 »
- Dans Ghost Recon Wildlands sous le nom de « MG121 »
- Dans SCP: Secret Laboratory sous le nom de « Logicer »[14]
- Dans Warface sous le nom de « H&K 121 »[15]
- Dans World War 3 sous le nom de « MG5 »
- Dans World War Z sous le nom de « MAG5 »